# Человек у окна
«Человек у окна» — российский художественный фильм, снятый режиссёром Дмитрием Месхиевым. В главной роли — Юрий Стоянов. Картина снималась в 2009 году в Санкт-Петербурге.
Премьера фильма состоялась в июне 2010 года на 21-м Открытом Российском кинофестивале «Кинотавр». На этом фестивале актриса Мария Звонарёва была награждена призом За лучшую женскую роль. Позднее Мария Звонарёва номинировалась на премии «Ника» и «Золотой орёл».

## История создания
Основа создания фильма начинается с того времени, когда в 1988 году Большой драматический театр прилетел в Токио для показа спектакля «Амадеус», где в главной роли играл Юрий Стоянов. В перерыве он вместе с представителями советского консульства посетил одно местное конструкторское бюро и увидел там человека, который излагал рабочим бюро обо всём, что происходило за окном. Стоянову рассказали, что такой человек (как правило, слаборазвитый) имеет специальную должность, в рамках которой он каждый рабочий день сидит у окна, наблюдает за происходящим, а затем рассказывать рабочим об увиденном.
Юрий Стоянов долгое время вспоминал тот случай, и в какой-то момент рассказал о нём своему другу Илье Тилькину, который на основе рассказа написал киносценарий.
Первый съёмочный день выдался неблагополучно. Сначала возникли неисправности с техникой. На вопрос режиссёра Дмитрия Месхиева, может ли Стоянов подождать полчаса, тот ответил: «Дима, я этого фильма ждал 30 лет, так что 30 минут как-нибудь подожду!» Тогда же Месхиев во время съёмочного процесса долго не мог понять, как лучше снять «живого человека». Эта проблема была разрешена на следующий день, когда во время очередного дубля в глаз Стоянова залетела мошка, и тот начал непроизвольно моргать. Месхиев понял, что это то, что ему нужно, и этот «тик» был закреплен за героем на весь фильм.
Главный герой фильма также вобрал в себя некоторые моменты из жизни самого Юрий Стоянова. Особняком стоит монолог, где его герой напоминает миграционному инспектору, оскорбившему среднеазиатских нелегалов «чурками», как узбеки в годы эвакуации спасли десятки тысяч русских детей. Эта история напрямую перекликается с реальной историей матери Стоянова, которая в восьмилетнем возрасте была эвакуирована со своим братом в Ташкент.

## Сюжет
История об актёре Александре Дронове. Герой в свои пятьдесят с лишним лет не нашёл в своей жизни счастья — жена вечно недовольна и груба, единственный друг ухаживает за его женой, рядом нет сына, однако у героя есть удивительная способность: находясь у окна, он может управлять судьбами людей, двигать ими в правильном направлении. Эта особенность отпугивает и даже раздражает его друга и жену.
Однажды по вине героя происходит ДТП: машина Дронова сталкивается с машиной фотожурналистки Сони; чудом никто из них не пострадал. Герой знакомится с ней, и через некоторое время девушка влюбляется в артиста, несмотря на то, что у неё уже есть молодой человек — бизнесмен Стас. Позже девушка заходит в театр к Дронову и приглашает его к себе на вечеринку по случаю дня её рождения. Там Александр встречает Стаса, и бизнесмен, узнав, что Дронов — артист, нанимает его на работу. Дронов играет различных людей, тем самым помогая Стасу в его делах.
Чуть позже Стас узнаёт, что между Дроновым и Соней возникло чувство, и начинает относиться к нему с презрением. А тем временем друг Александра, успешный актёр Борис Казанцев, ухаживает за его женой Ириной. Между Дроновым и Казанцевым возникает конфликт, но так как Александр к этому времени уже успевает заработать крупную сумму денег, он дарит машину своей жене, и та, совершенно обомлев от такого подарка, садится в автомобиль и уезжает с Дроновым, оставив пьяного Казанцева рыдать под дождём. Дронов понимает, что Ирине жаль Бориса, и выходит из машины, отправив жену к Казанцеву.
Через несколько дней Дронова задерживает милиция. При даче показаний Дронов рассказывает всё, как есть, но о Стасе ничего конкретного сказать не может. Ирина приходит к Дронову в камеру, понимает, что любит его, и расстаётся с Казанцевым. Тем временем Соня, ждущая ребёнка от Стаса, тоже приходит к Дронову на встречу. Она косвенно объясняет ему, что свобода Стаса зависит сейчас только от него, Дронова. Герой даёт понять, что беспокоиться Соне не о чём, и что им нужно перестать видеться.
Вскоре героя всё-таки отпускают за отсутствием состава преступления, и Дронов возвращается домой к жене.
В эпилоге герой подъезжает на автовышке к роддому, и его напарник поднимает его к окну палаты, где он видит Соню и Стаса.

## В ролях
| Актёр                | Роль                         |
| -------------------- | ---------------------------- |
| Юрий Стоянов         | актёр Александр Дронов       |
| Мария Звонарёва      | Ирина Дронова                |
| Сергей Гармаш        | актёр Борис Казанцев         |
| Кристина Кузьмина    | фотожурналистка Соня         |
| Владимир Вдовиченков | друг Сони Стас               |
| Сергей Козик         | следователь Денис Михайлович |
| Сергей Власов        | майор милиции                |
| Маргарита Бычкова    | актриса Люся                 |
| Андрей Аксёнов       | монтировщик сцены            |
| Наталья Высочанская  | гримёрша                     |
| Дмитрий Луговкин     | рейдер                       |
| Виктор Бабич         | водитель                     |
| Павел Харизанов      | милиционер                   |
| Виталий Коваленко    | актёр                        |
| Сергей Мучеников     | врач, специалист по УЗИ      |
| Елена Радевич        | девушка у театра             |

## Съёмочная группа
- Режиссёр-постановщик — Дмитрий Месхиев;
- Сценарист — Илья Тилькин;
- Оператор — Сергей Мачильский;
- Композитор — Юрий Потеенко;
- Продюсеры — Сергей Шумаков, Сергей Мелькумов, Дмитрий Месхиев.